# Shelby GT 500
La Shelby GT 500 est une automobile, créée en 1967 lors du restylage des Ford Mustang Fastback datant de la même année. Carroll Shelby qui produisait ses propres Mustang sous sa marque, suivit cette évolution et en profita pour donner à ses Mustang un style plus personnalisé et se détachant nettement désormais des Mustang produites par Ford.
Shelby prit la décision de doter sa gamme d'un modèle « haute performance » motorisé par le plus puissant moteur qu'une Mustang ait jamais eu sous son capot, un V8 Ford Police Interceptor de 428 ci (7 L) de cylindrée. Ainsi naquit la Shelby GT 500.

## Shelby GT350/GT500

### Modèle de 1967, la genèse
La GT 500 se démarque des autres Mustang par une face avant remaniée lui donnant un air plus agressif et résolument sportif. Des écopes d'air prennent place sur le capot, à l'avant des ailes arrière, et en lieu et place des prises d'air de custode. L'arrière subit autant, voire plus, de modifications que la proue. Les légendaires feux à trois bâtons sont abandonnés au profit des feux longilignes des Mercury Cougar de 1967. La malle arrière intègre désormais un aileron relevé. L'habitacle reste celui de la Ford Mustang de série. Le logo au poney galopant est remplacé par celui du Cobra propre à Carroll Shelby.
Les performances de la Shelby sont à la hauteur de ses prestations. Son V8 la propulse de 0 à 100 km/h en 6,21 s, et l'amène à la vitesse de 220 km/h.
Cinquante GT 500 de 1967 équipées de V8 de 427 ci développant près de 450 ch seront produites.
On peut en voir une réplique construite sur des modèles Fastback réfectionnés, dans le film 60 secondes chrono.

## Modèle de 1968

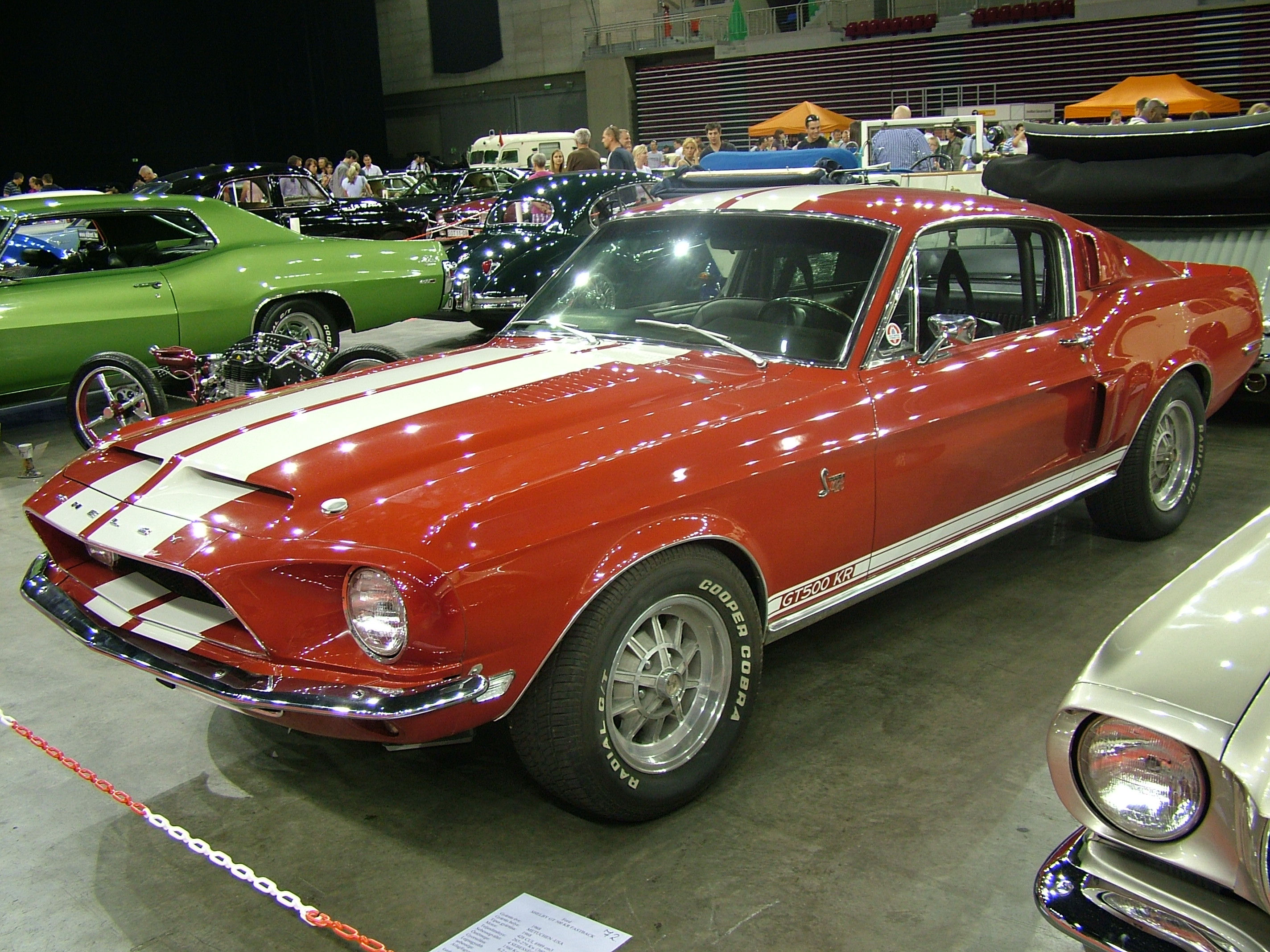
Une KR de 1968

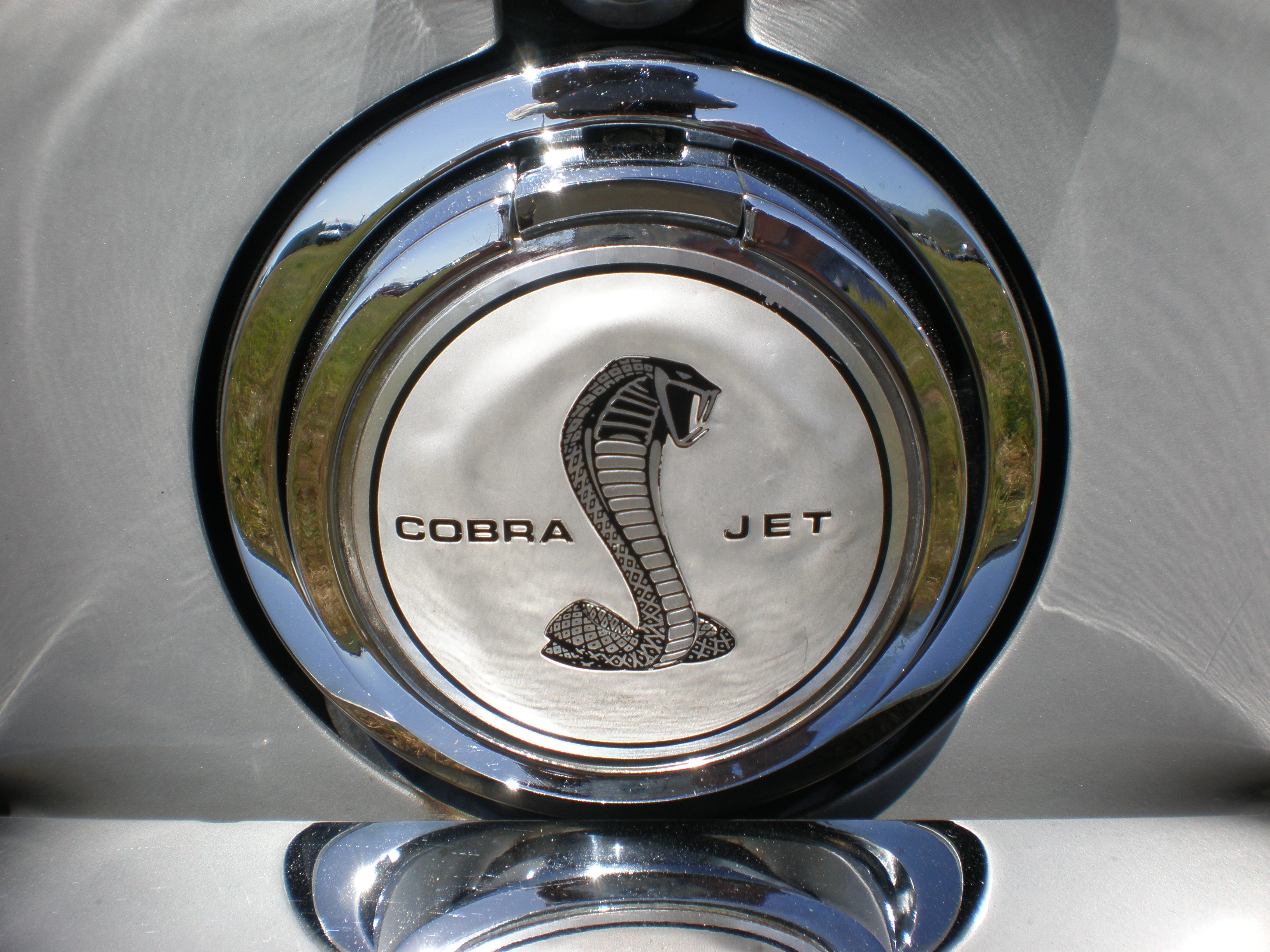
Le logo au cobra de Shelby

En 1968, la GT 500 et sa petite sœur, la GT 350, connaissent un restylage qui les démarque encore un peu plus des Mustang de série. La face avant est encore plus personnalisée, les feux arrière de Cougar sont remplacés par ceux de la Ford Thunderbird. Apparaît également une version convertible.
En cours de millésime, le V8 Police Interceptor est échangé contre le V8 428 ci Cobra-Jet de 406 ch, qui donne des ailes à la Shelby. Le 0 à 100 km/h est alors atteint en 4,85 s. L'arrivée de ce nouveau moteur voit la GT 500 s'adjoindre à son patronyme les lettres KR pour « King of the Road ».

## Modèle de 1969, le déclin
En 1969, les usines Shelby se rapprochent de Ford qui prend en main leur production, les GT 350 et GT 500 sont alors produites à la chaîne et non plus à la main comme les deux précédentes années. La qualité en est bénéficiaire, mais exit le côté exotique de la fabrication à l'ancienne.
Les GT adoptent alors un style radicalement différent des précédents millésimes. La face avant est précurseur des prochains millésimes de sa cousine de chez Ford. Les feux sont profondément incrustés dans les ailes avant, les longues portées disparaissent, le capot échange ses deux écopes contre cinq entrées d'air, les écopes de custodes disparaissent pour laisser place à des glaces, et celles des arches de roues arrière émigrent derrière les poignées de portières. Les bandes de bas de caisses émigrent vers le milieu des flancs. La malle arrière gagne un bandeau noir orné des lettres S H E L B Y chromées, les feux arrière restant eux les mêmes que le précédent millésime.
La production des GT 500 et GT 350 s'arrêtera à la fin de l'année et les Shelby invendues seront proposées à la vente l'année suivante avec quelques légères retouches.

## 1971-1972: Shelby Europa
Après la cessation d'activité de Shelby aux États-Unis, l'importateur de Shelby en Europe, le belge Claude Dubois, décide de modifier et rebadger "Shelby Europa" des Mustang du millésime 1971. Quatorze Voitures furent modifiées utilisant comme moteurs des Cleveland 351 et pour un exemplaire, un 429 Super Cobra Jet.

## 2006-2008

### 2007-2008: Shelby GT
La GT 500 « classique » est remise à l'honneur au cinéma en 2000 dans le film 60 secondes chrono, où apparaît Eleanor, une GT 500 de 1967 largement modifiée par son propriétaire.
Pour le film, les producteurs ont fait construire douze Shelby GT 500 à partir de Ford Mustang 1967-1968. Transformées en sosies de la GT 500, elles étaient motorisés essentiellement de V8 4,6 L de 271 ch, la dernière étant équipée d'un big-block 390 ci 6,4 L de 325 ch, toutes étaient équipées de boites automatiques.
La seule véritable Shelby GT 500 1967 qui roula sur le plateau, fut celle qui fut offerte, modifiée comme dans le film, au réalisateur. Cette Mustang était équipée, comme toute Shelby, du V8 Police Interceptor de 428 ci associé à une boite manuelle à quatre rapports. Comme ses cousines utilisées pour le tournage, elle reçut une nouvelle face avant, où s'ajoutaient deux passages pour des mini-clignotants encadrant la calandre. Le pare-chocs d'époque fut remplacé par un spoiler en composite où venaient se loger des phares longue portée. Les deux entrées d'air du capot furent remplacées par un bossage. Les jantes Shelby de 15 pouces furent remplacées par des répliques de jantes de Ford GT40 de 17 pouces. La trappe à essence émigra d'entre les feux jusque sur l'aile arrière gauche.
Le châssis avait subi de nombreuses modifications, tel le remplacement des amortisseurs avant et arrière, l'ajout d'un arceau de sécurité, barres de torsions... Les sorties d'échappements débouchent devant les roues arrière, sous l'habitacle, et confèrent au 428 ci un bruit rageur.
Pour finir, le moteur fut « soutenu » par l'ajout d'un kit NOS (Nitrous Oxide Systems), qui lui conférait un gain de puissance supplémentaire.
De 2002 à 2007, des GT 500 E (pour « Eleanor ») sont produites sous licence Shelby par Unique Performance, un atelier indépendant installé au Texas, à partir de vieilles Mustang et avec des motorisations diverses. Après une série de plaintes de clients et une décision de justice Unique Performance cesse toute activité et des clients mécontents se retourneront contre Carroll Shelby lui-même. Shelby finira par accorder en octobre 2009 un contrat de licence à Classic Recreations, une entreprise de l'Oklahoma, pour produire une voiture (toujours sur la base de Mustang 1967 originales) sous la dénomination GT 500 CR.

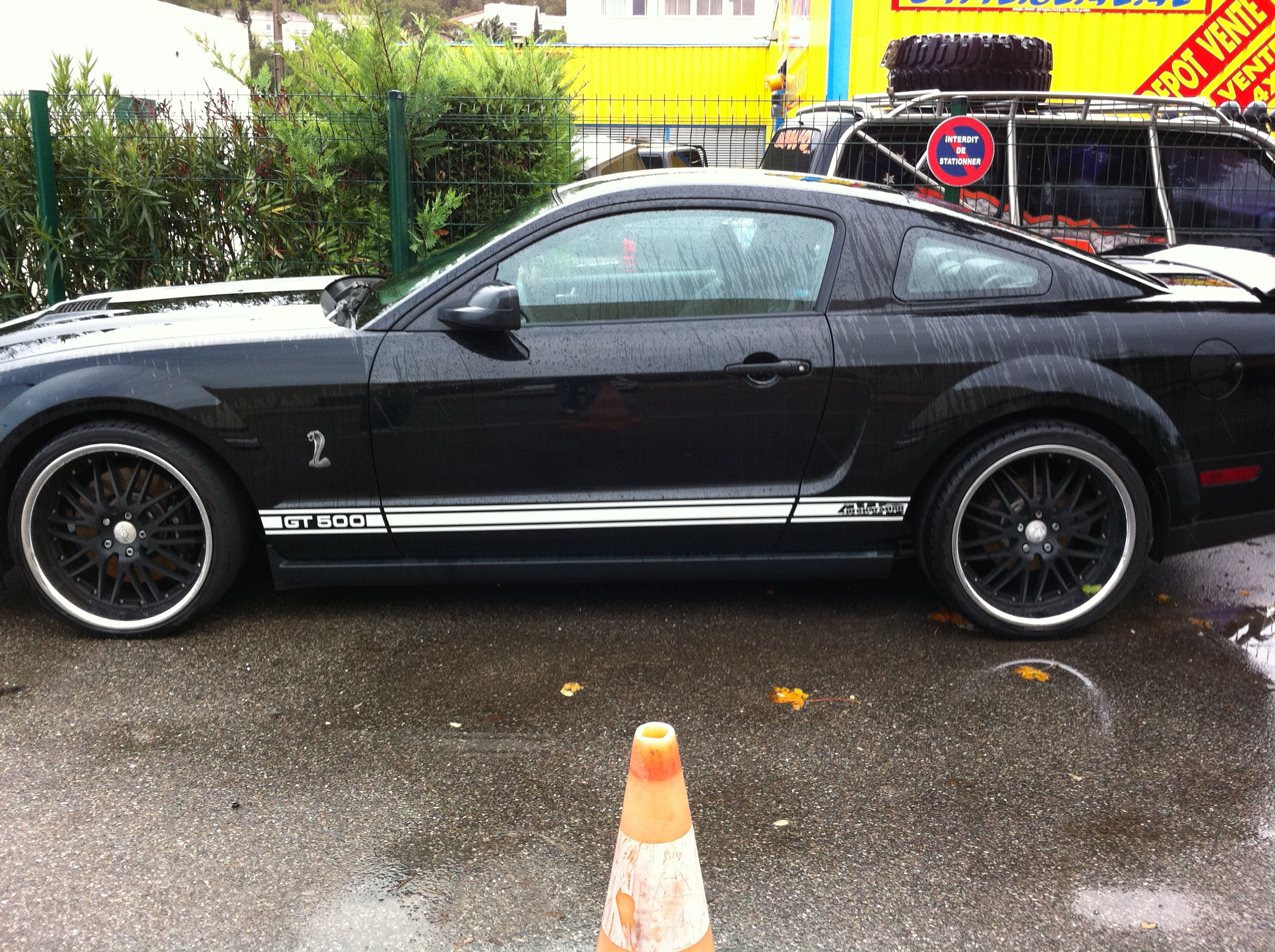
Ford Shelby GT500.

En 2005, la GT 500 fait son grand retour, présentée par Ford au salon de New York. Développée par Ford SVT (Special Vehicle Team) sous l'œil bienveillant et les conseils de Carroll Shelby, elle est inspirée de la GT 500 de 1967. Basée sur la Ford Mustang d'alors, elle en reprend l'essentiel, avec plusieurs modifications : face avant plus agressive, spoiler avant, capot entrecoupé de prises d'air, ailes élargies, jantes de 18 pouces, aileron intégré à la malle arrière, diffuseur arrière, couleur rouge, bleue ou blanche avec bandes blanches, bleues ou rouges et insignes Cobra sur la prise d'air avant, la malle arrière et les ailes à l'avant. Le moteur est un V8 de 5,4 L suralimenté développant 500 ch, faisant d'elle la Mustang la plus puissante de tous les temps.
En 2007, Ford présente la Ford Shelby GT 500 KR, équipée d'un moteur de 5,4 L suralimenté développant 540 ch. En 2008, le pack Super Snake est disponible pour doper les modèles de 2007 et leur donner une puissance de 605 ch.
En 2010, la Shelby Cobra Mustang GT 500 est redessinée (comme l'est la Mustang « de base »), sa carrosserie lui apporte plus d'appui tout en réduisant la traînée. Toujours développée chez Ford par la division SVT, elle subira de constantes améliorations pendant les années suivantes tant au plan du châssis et de la motorisation (plus puissante et moins gourmande) que du style. Sa tenue de route, en particulier, fera l'objet d'améliorations significatives.

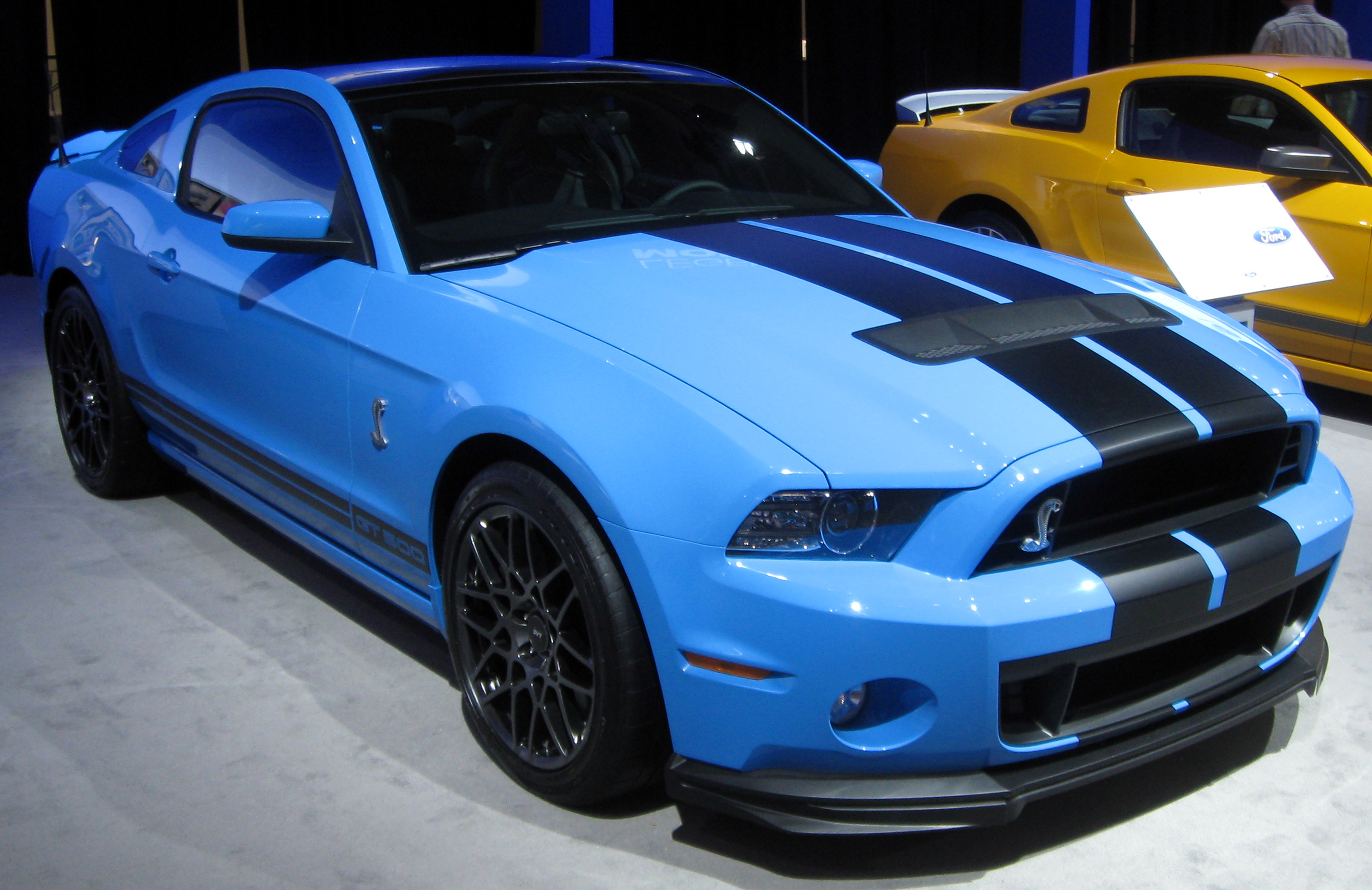
Ford Shelby GT500 de 2013.

En 2013, un nouveau modèle apparait avec un moteur V8 avec compresseur mécanique 32v DOHC 5,8 L développant 493 kW (670 ch), 855 N m.
1. GT350 (2016-)

La future Shelby GT350 & GT350 R sera lancée en 2016. Elle est présentée au Festival of speed de Goodwood 2015.
La Ford Mustang Shelby GT350 est dotée d'un V8 5,2 l de 593 ch et de près de 700 ch pour une série très limitée (17 x véhicules / châssis H). Les deux modèles restent identiques et ne sont pas dotés de jantes en carbone et d'autres appendices aérodynamiques comme le GT350 R.
0 à 100 km/h : 3,1 s
Vitesse max : 330 km/h
Boite de vitesse : manuelle 
Transmission : propulsion
Dimension: 4 784 × 1 916 × 1 381 mm
Empattement : 2 720 mm - voies avant 1 580 mm - voies arrière 1 650 mm
Consommation mixte normalisée : 13,4 l/100
sportive 19,1 l/100
émission de CO2 : 354 g/km
cette Ford Mustang Shelby gt350 2016  est vendue au prix de 80 000 euros
coffre : 408 litres
deux portes 
carrosserie : fastback  
quatre places (deux places pour la gt350r)